# Dukwi
Dukwi – wieś w Botswanie w dystrykcie Centralnym. Według spisu ludności z 2001 roku wieś liczyła 1901 mieszkańców.